# Канада Ґеймс Стедіум
«Канада Ґеймс Стедіум» (англ. Canada Games Stadium) — багатофункціональний стадіон у місті Сент-Джон, Нью-Брансвік, Канада, домашня арена спортивної асоціації Нью-Брансвіцького університету.
Стадіон побудований та відкритий 1985 року на території кампусу Нью-Брансвіцького університету. У 2010 реконструйований. Оновлено всі конструкції та інфраструктуру. Потужність становить 5 000 глядачів. 